# James Holland (calciatore)
James Robert Holland (Sydney, 15 maggio 1989) è un ex calciatore australiano, di ruolo centrocampista.

## Caratteristiche tecniche
Era un mediano.

## Carriera

### Club
Cresciuto nelle file della NSWIS e dell'AIS, nell'estate 2007 è passato al Newcastle Jets. Dopo due stagioni nelle file dei Jets, l'11 gennaio 2009 ha firmato un contratto quadriennale con l'AZ Alkmaar, club militante nella massima serie olandese. Il 19 gennaio 2011 si è trasferito in prestito allo Sparta Rotterdam, club militante nella seconda serie olandese. Ha militato nelle file del club biancorosso fino al termine della stagione, totalizzando 14 presenze e 2 reti. Rientrato all'AZ Alkmaar, vi ha militato fino al gennaio 2012, senza disputare alcun incontro ufficiale. Il 16 gennaio 2012 è stato ufficializzato il suo trasferimento all'Austria Vienna. Ha militato nelle file del club austriaco per tre stagioni e mezzo, totalizzando 105 presenze in campionato. Il 28 luglio 2015 si è trasferito in Germania, al Duisburg. Ha militato nel club tedesco per una stagione, totalizzando 29 presenze in campionato. Al termine della stagione è rimasto svincolato. Il 21 settembre 2016 è stato ingaggiato dall'Adelaide Utd, tornando così in Australia dopo l'esperienza al Newcastle Jets. Il 18 gennaio 2017 si è trasferito in Cina, al Liaoning. Il 18 maggio 2017 ha rescisso il proprio contratto. Il 19 giugno 2017 è stato ingaggiato a parametro zero dagli austriaci del LASK. Ha militato nelle file del club bianconero per cinque stagioni, totalizzando 130 presenze e 9 reti. Il 1º giugno 2022 è stato annunciato il suo ritorno all'Austria Vienna. La seconda esperienza nel club viennese è durata due stagioni, durante le quali ha totalizzato 35 presenze in campionato. Il 28 novembre 2024 ha annunciato il proprio ritiro dal calcio giocato.

### Nazionale
Ha debuttato in Nazionale maggiore il 22 marzo 2008, nell'amichevole Singapore-Australia (0-0). È sceso in campo, con la selezione australiana, nelle qualificazioni ai Mondiali 2010, 2014 e 2022. Ha totalizzato, con la selezione australiana, 17 presenze.

## Statistiche

### Presenze e reti nei club
| Stagione              | Squadra               | Campionato            | Campionato | Campionato | Coppe nazionali | Coppe nazionali | Coppe nazionali | Coppe continentali | Coppe continentali | Coppe continentali | Altre coppe | Altre coppe | Altre coppe | Totale | Totale | Totale |
| Stagione              | Squadra               | Comp                  | Pres       | Reti       | Comp            | Pres            | Reti            | Comp               | Pres               | Reti               | Comp        | Pres        | Reti        | Pres   | Reti   |        |
| --------------------- | --------------------- | --------------------- | ---------- | ---------- | --------------- | --------------- | --------------- | ------------------ | ------------------ | ------------------ | ----------- | ----------- | ----------- | ------ | ------ | ------ |
| 2007-2008             | Newcastle Jets        | A                     | 11         | 3          | -               | -               | -               | -                  | -                  | -                  | -           | -           | -           | 11     | 3      |        |
| 2008-2009             | Newcastle Jets        | A                     | 12         | 0          | -               | -               | -               | -                  | -                  | -                  | -           | -           | -           | 12     | 0      |        |
| Totale Newcastle Jets | Totale Newcastle Jets | Totale Newcastle Jets | 23         | 3          |                 | -               | -               |                    | -                  | -                  |             | -           | -           | 23     | 3      |        |
| 2009-2010             | AZ Alkmaar            | E                     | 0          | 0          | KNVBB           | 0               | 0               | UCL                | 0                  | 0                  | -           | -           | -           | 0      | 0      |        |
| 2010-gen. 2011        | AZ Alkmaar            | E                     | 0          | 0          | KNVBB           | 0               | 0               | UEL                | 0                  | 0                  | -           | -           | -           | 0      | 0      |        |
| Totale AZ             | Totale AZ             | Totale AZ             | 0          | 0          |                 | 0               | 0               |                    | 0                  | 0                  |             | -           | -           | 0      | 0      |        |
| gen.-giu. 2011        | Sparta Rotterdam      | ED                    | 14         | 2          | KNVBB           | 0               | 0               | -                  | -                  | -                  | -           | -           | -           | 14     | 2      |        |
| 2011-gen. 2012        | AZ Alkmaar            | E                     | 0          | 0          | KNVBB           | 0               | 0               | UEL                | 0                  | 0                  | -           | -           | -           | 0      | 0      |        |
| gen.-giu. 2012        | Austria Vienna        | BL                    | 11         | 0          | OFBC            | 2               | 0               | UEL                | 0                  | 0                  | -           | -           | -           | 13     | 0      |        |
| 2012-2013             | Austria Vienna        | BL                    | 34         | 0          | OFBC            | 5               | 0               | -                  | -                  | -                  | -           | -           | -           | 39     | 0      |        |
| 2013-2014             | Austria Vienna        | BL                    | 33         | 0          | OFBC            | 1               | 0               | UCL                | 9                  | 0                  | -           | -           | -           | 43     | 0      |        |
| 2014-2015             | Austria Vienna        | BL                    | 27         | 0          | OFBC            | 4               | 0               | -                  | -                  | -                  | -           | -           | -           | 31     | 0      |        |
| Totale Austria Vienna | Totale Austria Vienna | Totale Austria Vienna | 105        | 0          |                 | 12              | 0               |                    | 9                  | 0                  |             | -           | -           | 126    | 0      |        |
| 2015-2016             | Duisburg              | 2BL                   | 29+2       | 0+0        | DFBP            | 1               | 0               | -                  | -                  | -                  | -           | -           | -           | 32     | 0      |        |
| 2016-gen. 2017        | Adelaide Utd          | A                     | 13         | 0          | FFAC            | 0               | 0               | -                  | -                  | -                  | -           | -           | -           | 13     | 0      |        |
| gen.-mag. 2017        | Liaoning              | CSL                   | 1          | 0          | CC              | 0               | 0               | -                  | -                  | -                  | -           | -           | -           | 1      | 0      |        |
| 2017-2018             | LASK                  | BL                    | 23         | 0          | OFBC            | 1               | 0               | -                  | -                  | -                  | -           | -           | -           | 24     | 0      |        |
| 2018-2019             | LASK                  | BL                    | 28         | 3          | OFBC            | 5               | 0               | UEL                | 4                  | 1                  | -           | -           | -           | 37     | 4      |        |
| 2019-2020             | LASK                  | BL                    | 29         | 3          | OFBC            | 5               | 0               | UCL+UEL            | 4+10               | 0+1                | -           | -           | -           | 48     | 4      |        |
| 2020-2021             | LASK                  | BL                    | 27         | 3          | OFBC            | 6               | 0               | UEL                | 6                  | 0                  | -           | -           | -           | 39     | 3      |        |
| 2021-2022             | LASK                  | BL                    | 23         | 0          | OFBC            | 3               | 0               | UECL               | 7                  | 0                  | -           | -           | -           | 33     | 0      |        |
| Totale LASK           | Totale LASK           | Totale LASK           | 130        | 9          |                 | 20              | 0               |                    | 31                 | 2                  |             | -           | -           | 181    | 11     |        |
| 2022-2023             | Austria Vienna        | BL                    | 17+2       | 0+0        | OFBC            | 3               | 0               | UEL+UECL           | 1+6                | 0+0                | -           | -           | -           | 29     | 0      |        |
| 2023-2024             | Austria Vienna        | BL                    | 18+3       | 0+2        | OFBC            | 4               | 1               | UECL               | 4                  | 0                  | -           | -           | -           | 29     | 3      |        |
| Totale Austria Vienna | Totale Austria Vienna | Totale Austria Vienna | 40         | 2          |                 | 7               | 1               |                    | 11                 | 0                  |             | -           | -           | 58     | 3      |        |
| Totale carriera       | Totale carriera       | Totale carriera       | 357        | 16         |                 | 40              | 1               |                    | 51                 | 2                  |             | -           | -           | 448    | 19     |        |

### Cronologia presenze e reti in nazionale
| Cronologia completa delle presenze e delle reti in nazionale ― Australia | Cronologia completa delle presenze e delle reti in nazionale ― Australia | Cronologia completa delle presenze e delle reti in nazionale ― Australia | Cronologia completa delle presenze e delle reti in nazionale ― Australia | Cronologia completa delle presenze e delle reti in nazionale ― Australia | Cronologia completa delle presenze e delle reti in nazionale ― Australia | Cronologia completa delle presenze e delle reti in nazionale ― Australia | Cronologia completa delle presenze e delle reti in nazionale ― Australia |
| Data                                                                     | Città                                                                    | In casa                                                                  | Risultato                                                                | Ospiti                                                                   | Competizione                                                             | Reti                                                                     | Note                                                                     |
| ------------------------------------------------------------------------ | ------------------------------------------------------------------------ | ------------------------------------------------------------------------ | ------------------------------------------------------------------------ | ------------------------------------------------------------------------ | ------------------------------------------------------------------------ | ------------------------------------------------------------------------ | ------------------------------------------------------------------------ |
| 22-3-2008                                                                | Kallang                                                                  | Singapore                                                                | 0 – 0                                                                    | Australia                                                                | Amichevole                                                               | -                                                                        |                                                                          |
| 23-5-2008                                                                | Sydney                                                                   | Australia                                                                | 1 – 0                                                                    | Ghana                                                                    | Amichevole                                                               | -                                                                        | 79’                                                                      |
| 22-6-2008                                                                | Sydney                                                                   | Australia                                                                | 0 – 1                                                                    | Cina                                                                     | Qual. Mondiali 2010                                                      | -                                                                        | 63’                                                                      |
| 12-8-2009                                                                | Limerick                                                                 | Irlanda                                                                  | 0 – 3                                                                    | Australia                                                                | Amichevole                                                               | -                                                                        | 89’                                                                      |
| 11-8-2010                                                                | Lubiana                                                                  | El Salvador                                                              | 2 – 0                                                                    | Australia                                                                | Amichevole                                                               | -                                                                        | 88’                                                                      |
| 6-9-2012                                                                 | Tripoli                                                                  | Libano                                                                   | 0 – 3                                                                    | Australia                                                                | Amichevole                                                               | -                                                                        | 78’ 87’                                                                  |
| 16-10-2012                                                               | Doha                                                                     | Iraq                                                                     | 1 – 2                                                                    | Australia                                                                | Qual. Mondiali 2014                                                      | -                                                                        | 90’                                                                      |
| 14-11-2012                                                               | Hwaseong                                                                 | Corea del Sud                                                            | 1 – 2                                                                    | Australia                                                                | Amichevole                                                               | -                                                                        |                                                                          |
| 6-2-2013                                                                 | Malaga                                                                   | Romania                                                                  | 3 – 2                                                                    | Australia                                                                | Amichevole                                                               | -                                                                        |                                                                          |
| 26-3-2013                                                                | Sydney                                                                   | Australia                                                                | 2 – 2                                                                    | Oman                                                                     | Qual. Mondiali 2014                                                      | -                                                                        | 53’                                                                      |
| 11-10-2013                                                               | Parigi                                                                   | Francia                                                                  | 6 – 0                                                                    | Australia                                                                | Amichevole                                                               | -                                                                        |                                                                          |
| 15-10-2013                                                               | Londra                                                                   | Canada                                                                   | 0 – 3                                                                    | Australia                                                                | Amichevole                                                               | -                                                                        |                                                                          |
| 26-5-2014                                                                | Sydney                                                                   | Australia                                                                | 1 – 1                                                                    | Sudafrica                                                                | Amichevole                                                               | -                                                                        | 27’ 73’                                                                  |
| 6-6-2014                                                                 | Salvador de Bahia                                                        | Croazia                                                                  | 1 – 0                                                                    | Australia                                                                | Amichevole                                                               | -                                                                        | 74’                                                                      |
| 10-10-2014                                                               | Abu Dhabi                                                                | Emirati Arabi Uniti                                                      | 0 – 0                                                                    | Australia                                                                | Amichevole                                                               | -                                                                        | 75’                                                                      |
| 3-6-2021                                                                 | Kuwait City                                                              | Kuwait                                                                   | 0 – 3                                                                    | Australia                                                                | Qual. Mondiali 2022                                                      | -                                                                        | 64’                                                                      |
| 15-6-2021                                                                | Kuwait City                                                              | Australia                                                                | 1 – 0                                                                    | Giordania                                                                | Qual. Mondiali 2022                                                      | -                                                                        | 70’                                                                      |
| Totale                                                                   |                                                                          | Presenze                                                                 | 17                                                                       |                                                                          | Reti                                                                     | 0                                                                        |                                                                          |

## Palmarès

### Club

#### Competizioni nazionali
- Campionato australiano: 1

Newcastle Jets: 2007-2008
- Campionato austriaco: 1

Austria Vienna: 2013-2014